# Limba inuit

Răspândirea dialectelor limbii inuite

Limba inuit este o limbă amerindiană din familia eschimo-aleută, vorbită în Groenlanda, Canada, SUA (Alaska), Rusia (Siberia) de cca. 90.000 de persoane. 
Are 6 vocale, dar consonantism bogat (20-21 consoane). Structura silabică este (C) (C) (V) (C), iar cea gramaticală o îmbinare de flexiune și încorporare.
Este singura limbă nord-americană cu sufixe morfologice. Substantivele se împart în două categorii: unele pot apărea singure, iar altele însoțite obligatoriu de sufixe pronominale. Are sistem de numărare în baza 5.
Există o distincție între cuvintele și expresiile gramaticale folosite de bărbați și de femei (p, t, k în poziție finală și q sunt înlocuite în vorbirea femeilor prin nazalele corespunzătoare: m, n, ŋ și N.
Cele mai vechi texte sunt încrustate pe os sau fildeș de morsă.
Din limba inuit provin unele cuvinte cum ar fi: „caiac”, „hanorac”, „iglu”. 
Referitor la limba inuit, există mitul că ar avea o multitudine de cuvinte pentru „zăpadă”, ceea ce însă nu este corect.

## Dicționare
- Inuktitut - English Dictionary
- Nunavut Living Dictionary
- Interactive IñupiaQ Dictionary
- Oqaasileriffik Language database Arhivat în 27 octombrie 2005, la Wayback Machine.
- Inuktitut Morphology ListPDF (133 KiB)

## Suport Unicode
- Code Charts